# 戴笠故居
28°23′16″N 118°31′00″E / 28.38778°N 118.51667°E
戴笠故居位于中国浙江省江山市保安乡保安村老街中段，是戴笠于1943年在老家建造的故居，由其本人亲自审定设计图纸，其弟戴春榜督造。故居建筑面积近千平方米，为木结构建筑，前二层后三层，最下层设有一个小暗室。

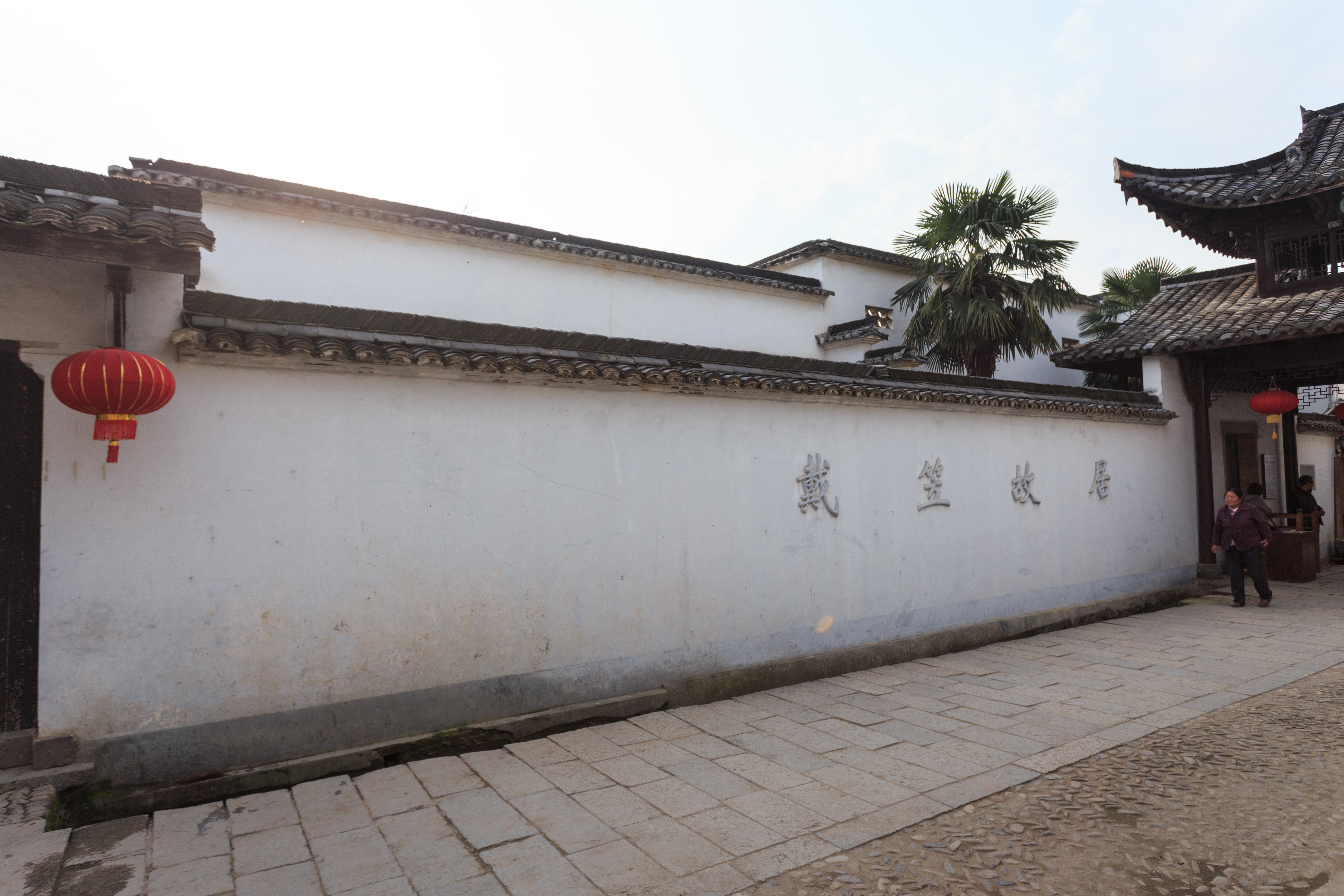